# 마뗑킴
마뗑킴(Matin Kim)은 대한민국의 패션 브랜드이다. 트렌디하면서도 편안한 패션 문화를 지향하며 일상에서 조화롭게 적용할 수 있는 디자인을 선보이고 있다.

## 개요
마뗑킴은 실용성과 디자인을 강조한 제품들로 대중적인 인기를 얻고 있으며, 다양한 온라인 플랫폼에서 판매되고 있다. 또한 W컨셉 등 주요 이커머스 채널에도 입점해 있으며, 셀럽 협업과 마케팅 전략을 통해 브랜드 인지도를 높여왔다.

## 전개 라인
2024년, 하이엔드 라인인 킴마틴(KIMMATIN)을 출시하였다. 이 라인은 고급 소재와 테일러링을 기반으로 구성되어 있으며, 기존 라인과는 차별화된 디자인과 가격대를 갖고 있다.

## 컬렉션
- 2024년 봄 컬렉션 "ON THE PATH": 일상 속 다양한 순간들을 자유롭게 표현한 캐주얼하면서도 러프한 스타일의 컬렉션이다.[4]

- 2024년 핫 썸머 컬렉션 "36.5": 해변 도시의 자유로운 일상과 편안한 소재, 신선한 실루엣을 강조한 컬렉션으로, 여름의 기온과 사람의 체온이 일치하는 순간을 주제로 한다.[5]

- 2024년 프리폴 컬렉션 "Ready, Set, Ok": 컬렉션 준비 과정의 다양한 순간들을 기록한 컬렉션으로, 준비 단계의 자연스러운 모습과 컬렉션 진행 시의 긴장감 등을 담았다.[6]

## 참고 자료
1. ↑  마뗑킴 공식 웹사이트
2. ↑  Matin Kim – W컨셉 브랜드 소개
3. ↑  KIMMATIN – 마뗑킴 공식 웹사이트
4. ↑  2024 Spring Collection – 마뗑킴 공식 웹사이트
5. ↑  2024 Hot Summer Collection – 마뗑킴 공식 웹사이트
6. ↑  2024 Pre-Fall Collection – 마뗑킴 공식 웹사이트